# Jean-Claude Pressac
Jean-Claude Pressac (* 3. März 1944 in Villepinte, Département Seine-Saint-Denis; † 23. Juli 2003 in Le Kremlin-Bicêtre) war ein französischer Chemiker, Apotheker und Historiker.

## Leben
Jean-Claude Pressac war der Sohn eines politisch rechts stehenden Lehrerehepaars. Er war für eine Karriere als Offizier bestimmt und wurde an der Kadettenanstalt von La Flèche erzogen. Nachdem er an der Aufnahmeprüfung der Militärschule Saint-Cyr gescheitert war, absolvierte er in Paris ein Pharmaziestudium und schloss dieses 1970 ab. Er wurde Apotheker in La Ville-du-Bois.
Im Alter von 18 Jahren las er Robert Merles biografischen Roman Der Tod ist mein Beruf über den KZ-Kommandanten Rudolf Höß, der ihn faszinierte. Er war begeistert von allem, was mit Militär, Krieg und insbesondere dem Zweiten Weltkrieg zusammenhing. Kurzzeitig war er Mitglied der 1968 gegründeten rechtsextremen Œuvre française.
Für die Recherche zu einem Roman reiste er 1966 nach Polen zum Staatlichen Museum Auschwitz-Birkenau, 1979 ein zweites Mal. Der Archivar Tadeusz Iwaszko (1960–2005) konnte seine Wissbegier jedoch nicht ganz befriedigen. Ihm war aufgefallen, dass 1972, beim Prozess gegen Walter Dejaco und Fritz Ertl, Akten aufgetaucht waren, die nicht aus dem Auschwitz-Museum stammten.
Später geriet er an Publikationen, die behaupteten, dass es technisch unmöglich sei, Hunderttausende von Juden in mit Blausäure betriebenen Gaskammern zu töten. Er wandte sich Anfang 1980 an den Wortführer Robert Faurisson, der ihn beauftragte, Beweise für diese These zu finden. Bei seiner dritten Reise im Jahr 1980 kamen ihm aber Zweifel daran, da ihn die Archivrecherchen vom Gegenteil überzeugten. Im April 1981 brach er mit Faurisson und stürzte sich immer tiefer in sein Hobbystudium, tags arbeitete er als Apotheker und nachts als Historiker.
Er nahm Kontakt mit Pierre Vidal-Naquet auf, der ihn einlud, die Ergebnisse seiner Reisen auf der Konferenz Nazi-Deutschland und der Holocaust am 30. Juni 1982 vorzustellen, was seine erste öffentliche Vorstellung wurde. Er trat auch in Verbindung zu Serge Klarsfeld, der nun sein Förderer wurde. Nach einem Artikel über Krematorien in Auschwitz schrieb er 1989 sein Buch Auschwitz: Technique and Operation of the Gas Chambers.
Er hatte gehört, dass die Sowjets nach der Befreiung von Auschwitz einen Teil der Akten der Lagerleitung mitgenommen hatten. Der Zusammenbruch der Sowjetunion machte es möglich, dass er im Oktober 1990 als einer der ersten die Bestände über Auschwitz in den Moskauer Geheimarchiven einsehen konnte. 1993 erschien sein zweites Buch Les crematoires d’Auschwitz.
Über Jahrzehnte hinweg befasste Pressac sich eingehend mit den Vernichtungseinrichtungen des Konzentrationslagers Auschwitz-Birkenau. Begutachtungen vor Ort ergänzte Pressac durch Auswertung von umfänglichen Dokumenten, die aus der Zeit des Nationalsozialismus erhalten geblieben waren, unter anderem Korrespondenzen, Bauzeichnungen, Kostenvoranschläge und Gesprächsprotokolle.
In dieser Zeit revidierte Pressac seine ursprünglichen revisionistischen Vorstellungen. Seine Forschungen veröffentlichte er in seinem 1989 erschienenen Buch Auschwitz: Technique and operation of the gas chambers. Pressac widerlegte darin nicht nur die Behauptungen der Holocaustleugner, sondern lieferte darüber hinaus wichtige Erkenntnisse über die Technik und Organisation des nationalsozialistischen Massenmordes. In seinem 1993 veröffentlichten Buch Les Crématoires d’Auschwitz (deutsch „Die Krematorien von Auschwitz“) analysierte Pressac die Funktionsweise der Krematorien von Auschwitz und belegte die Verstrickung verschiedener deutscher Unternehmen in das Massenvernichtungsprogramm. Einzelheiten von Pressacs Ausführungen sind in neueren Forschungsbeiträgen korrigiert worden, so einige seiner Auslegungen von Dokumenten, die er teils zu Unrecht für Fälschungen erklärte, und seine bei weitem zu niedrig angesetzte Schätzung der
Zahl der in Auschwitz ermordeten Juden. Der Historiker Franciszek Piper warf Pressac vor:

„Im allgemeinen ist er bestrebt, die Zahl der Opfer zu minimieren, die Kapazität der Krematorien und Gaskammern zu verringern und den Zeitpunkt des Treffens bestimmter Entscheidungen und Maßnahmen hinauszuzögern.“

Pressac selbst betonte, dass seine Berechnungen einen „Minimal-Wert“ ergäben, der bei sorgfältiger Auswertung der Dokumente durchaus korrigiert werden könne; die Naziverbrechen könnten jedoch nicht relativiert werden:

„Auschwitz steht weiterhin für die Massenvernichtung unschuldiger Menschen durch Gas.“

## Werke
- The Struthof-Album. Beate Klarsfeld Foundation, New York 1985.
- Auschwitz. Technique and operation of the gas chambers. Beate Klarsfeld Foundation, New York 1989 (Online).
- Die Krematorien von Auschwitz. Die Technik des Massenmordes. Piper, München 1994, ISBN 3-492-12193-4.